# I fantastici 5 - Alla ricerca dell'occhio verde
I fantastici 5 - Alla ricerca dell'occhio verde del 2013 di Mike Marzuk, sequel del film I fantastici 5 del 2012.

## Trama
Nelle feste estive i cinque amici partono per un viaggio in bicicletta nel misterioso Katzenmoor. Lì, il "gatto nero", una figura storica, ha salvato e nascosto dai ladri nel XVI secolo il più grande smeraldo del mondo, "l'occhio verde".

## Sequel
Il film ha avuto altri due sequel I fantastici 5 - Alla ricerca del tesoro perduto (Fünf Freunde 3, 2014) e I fantastici 5 - Gli amuleti del faraone (Fünf Freunde 4, 2015).